# Saint-Sulpice-de-Pommeray
Saint-Sulpice-de-Pommeray là một xã thuộc tỉnh Loir-et-Cher miền trung nước Pháp.